# Режим Банды в Малави
Режи́м Ба́нды в Мала́ви (англ. Banda's Regime in Malawi, ньянджа Ufumu wa Banda ku Malawi) — авторитарный режим в Малави, существовавший в период с 6 июля 1964 по 24 мая 1994 годы, который возглавлял Хастингс Камузу Банда и был характерен своей особенной положительной политикой в отношении португальского Мозамбика и апартеида в ЮАР, а также подавлением любого политического инакомыслия и культом личности.

## История
31 декабря 1963 года Федерация Родезии и Ньясаленда прекратила свое существование. После этого Хастингс Камузу Банда занял пост премьер-министра, а 6 июля 1964 года Малави стала независимым членом Содружества Наций.
Одним из первых решений Банды стал запрет деятельности оппозиционных партий и введение цензуры в малавийских печатных изданиях и радио. В списке запрещённой литературы оказались коммунистические и социалистические книги, а также эротическая литература. Хастингс Камузу Банда стремился построить в Малави идеальное христианско-консервативное государство, в котором не было места левым идеологиям и «развратам и пошлостям», из-за которых, как думал Банда, другие молодые африканские государства сталкивались с множеством проблем.
Между премьер-министром Хастингс Камузу Банда и министрами его правительства возник конфликт. В сентябре три министра были уволены, а другие три подали в отставку в знак протеста. Генри Чипембере, один из министров, был помещён под домашний арест и позже предпринял попытку бежать из под него, сопротивляясь повторным арестам, став символом антиправительственных выступлений вплоть до его смерти в 1975 году.
В 1966 году была принята конституция, которая установила республиканский строй и однопартийную систему с властью партии «Конгресс Малави», которая контролировалась Бандой. 6 июля 1966 года Банда был избран президентом.
В 1970 году Хастингс Камузу Банда стал пожизненным председателем Партии Конгресса Малави, а в 1971 году пожизненным президентом страны.
Ослаблению режима Банды способствовало окончание Холодной войны в конце 1980-х годов. Западные государства больше не нуждались в авторитарном прозападном государстве в противовес просоветским настроениям в Южной Африке. Уменьшились цены на чай, что ухудшило экономику Малави.
8 марта 1992 года малавийскими католическими епископами, которые ранее являлись опорой режима, было написано пастырское письмо, согласно которому выражалась обеспокоенность плохим положением прав человека и бедностью. Это письмо послужило стимулом для подпольной оппозиции начать открытую и активную кампанию требования многопартийной демократии; дополнительное давление было оказано международными организациями, которые отказали малавийским властям в финансовой помощи.
К концу 1992 года оппозиция и западные государства вынудили Банду провести в 1993 году референдум для определения необходимости проведения реформ, на котором 64% граждан высказались за переход к многопартийной демократии, что положило конец однопартийной системе в Малави. Позже Национальная ассамблея отменила пожизненное президентство Банды и лишила его множества полномочий. В мае 1994 года состоялись свободные многопартийные выборы впервые за более чем 30 лет, где Банда потерпел поражение и Бакили Мулузи, лидер Объединённого демократического фронта, стал новым президентом Малави.